# Athetis albivena
Athetis albivena là một loài bướm đêm trong họ Noctuidae.